# Broadcast (netwerk)

Een broadcast van een bron naar alle bestemmingen binnen het netwerk

In computernetwerken verwijst broadcasting naar het overbrengen van een datapakket dat (in principe) door elk aangesloten apparaat op het computernetwerk zal worden ontvangen. 
Niet elk computernetwerk ondersteunt broadcasting. X.25 en Frame relay leveren bijvoorbeeld geen broadcast mogelijkheid, en er is ook geen Internet-brede vorm van broadcasting. Broadcasting is grotendeels beperkt tot lokale netwerk (LAN)-technologieën, met name ethernet en Token ring, waar de effecten van broadcasting op de prestaties niet zo groot zijn als in een wide area network. 
Zowel Ethernet als IPv4 markeren een broadcast pakket met één broadcast adres voor alle apparaten. Token Ring gebruikt een speciale waarde in het IEEE 802.2-controleveld.
Vanwege de ongerichte manier van gegevensdistributie wordt broadcasting meer en meer verdrongen door multicasting. IPv6 ondersteunt bijvoorbeeld geen directed broadcasts of local broadcasts geleide meer.
Alternatieven voor broadcasting zijn:
- Unicasting: het verzenden van een pakket naar één bestemming. Het verschil tussen anycast en unicast is voor een client meestal onmerkbaar.
- Multicasting: het verzenden van een pakket naar alle bestemmingen die daar interesse voor getoond hebben.
- Anycasting: het verzenden van een pakket naar een andere host van een bepaald type, waarbij het daarbij niet uitmaakt welke host specifiek de gegevens ontvangt.

Het broadcast adres voor het IP-protocol is het IP-adres waarbij alle host-bits binair 1 zijn (zie ook netmask). Het pakket is dus eigenlijk zonder specifiek "destination" adres, meestal omdat dit niet bekend is.
Een broadcast kan om verschillende redenen worden verstuurd. Zo verstuurt een netwerk-apparaat (bijvoorbeeld een computer) wat ingesteld is als BootP- of DHCP-client een broadcast als eerste pakket om een adres op OSI-laag 3 te verkrijgen (een DHCP-request). Het pakket wordt door de DHCP-server beantwoord met een pakket gericht aan het hardware-adres (MAC-adres) van het netwerkapparaat. Daarna kan het apparaat aanvangen met communicatie met andere laag 3 apparaten. 
Een ander veel-voorkomende broadcast is een "ARP-request". Dit is een verzoek geïnformeerd te worden over het hardware-adres (OSI-laag 2) dat hoort bij een gegeven OSI-laag 3 adres. Zie OSI-model voor een omschrijving van dit model, wat door alle moderne netwerkapparatuur gebruikt wordt voor de opbouw van de datacommunicatie.